# Tapantia bicasa
Tapantia bicasa är en tvåvingeart som beskrevs av Brown och Giar-Ann Kung 2004. Tapantia bicasa ingår i släktet Tapantia och familjen puckelflugor.
Artens utbredningsområde är Costa Rica. Inga underarter finns listade i Catalogue of Life.